# 嚴暻
嚴暻（？—？），字山晖，浙江烏程縣人，清朝官員。
嚴暻爲雍正八年（1730年）庚戌科進士。曾任福建漳州府海澄縣知縣，任內擴建晏海楼，建築至今尚存。乾隆十年（1745年），嚴暻接替何衢，擔任台灣府諸羅縣知縣。